# Linies van Torres Vedras
De Linies van Torres Vedras waren een reeks forten die tijdens de napoleontische oorlogen in het geheim werden aangelegd om de Portugese hoofdstad Lissabon te beschermen tegen de Fransen. De linies waren vernoemd naar de stad Torres Vedras, ten noorden van Lissabon.
De linies werden aangelegd op bevel van de Hertog van Wellington, de Britse hoofdbevelhebber op het Iberisch Schiereiland. Na de Brits-Spaanse overwinning tegen de Fransen in de Slag bij Talavera nabij Madrid in juli 1809 besloot Wellington om zijn troepen terug te trekken naar Lissabon. Eenmaal terug in de Portugese hoofdstad liet hij de verdedigingslinies aanleggen om zo Lissabon te beschermen en een veilige uitvalbasis voor geallieerden te scheppen.

## Geschiedenis
De linies werden tussen november 1809 en september 1810 aangelegd door duizenden Portugese arbeiders. Drie linies werden ten noorden van Lissabon gebouwd. De honderden forten werden verdedigd door zo'n 65.000 Britse en Portugese troepen en meer dan 1000 stuks artillerie, en een leger van zo'n 50.000 geallieerde troepen stond klaar achter de linies. Ten noorden van deze linies werd de tactiek van de verschroeide aarde toegepast, waarbij alles dat de Fransen van hulp zou kunnen zijn werd weggehaald, verborgen of verbrand. Ook werden zo'n 200.000 inwoners van het gebied achter de linies geëvacueerd.
Toen het werk klaar was, stonden er 600 kanonnen en 152 forten langs twee linies tussen de zee en de rivier de Taag. De ene was 46 km lang en liep van de monding van de Sizandra, ten westen van Torres Vedras, naar Alhandra, ten zuiden van Vila Franca de Xira, De tweede liep achter de eerste tot aan de zee en was 39 km lang. Een korte derde linie was bedoeld voor het geval men zich op schepen zou moeten terugtrekken. Een vierde linie werd ten zuiden van de stad aangelegd om bescherming te bieden tegen een invasie van zee.
In 1810 vielen de Fransen onder Masséna Portugal binnen en werden staande gehouden bij de Linies van Torres Vedras. Het lukte de Fransen niet om door de linies te breken, en Masséna moest zich na zes maanden uit Portugal terugtrekken.
De linies werden na 1810 verder versterkt. In 1812 waren 34.000 arbeiders nog bezig met het bouwen aan de linies. Vandaag de dag zijn nog grote delen van de verdedigingswerken bewaard gebleven, hoewel ze wel in slechte staat zijn.
In Zambujal, een gehucht in de gemeente Mafra, werden met steun van Noorwegen in 2015 de restanten blootgelegd van een fort van de linie.